# هربرت فيشر (سياسي)
هربرت فيشر (بالألمانية: Herbert Fischer)‏ (و. 1914 – 2006 م) هو سياسي، ودبلوماسي، وكاتب من ألمانيا، وألمانيا الشرقية، ولد في هيرنهوت، توفي في برلين، عن عمر يناهز 92 عاماً.

## مناصب
تولى منصب ambassador of East Germany to Nepal ‏
.

## جوائز
حصل على جوائز منها:
- راية العمل [الإنجليزية]‏
- وسام الاستحقاق الوطني الفضي

## روابط خارجية
- هربرت فيشر على موقع مونزينجر (الألمانية)